# Стефанішина Ольга Віталіївна
Ольга Віталіївна Стефанішина, до шлюбу Кравець (нар. 29 жовтня 1985, Одеса, УРСР) — українська юристка та державна службовиця. Спеціальний уповноважений Президента України з питань розвитку співробітництва зі Сполученими Штатами Америки (з 17 липня 2025). Кандидатка на посаду посла України в США. Віцепрем'єр-міністерка з питань європейської та євроатлантичної інтеграції України (2020—2025). Міністерка юстиції (2024—2025).
Головна перемовниця Україна — ЄС.

## Життєпис
Народилася 29 жовтня 1985 року в Одесі. З 2006 до 2007 року займалася приватною юридичною практикою.
2007—2010 — керівниця відділу з питань правового забезпечення європейської інтеграції в Державному департаменті з питань адаптації законодавства. 2010—2015 — заступниця директора і директор в Департаменті міжнародного права / Департамент європейської інтеграції у Міністерстві юстиції України.
З березня до грудня 2017 року — директор Урядового офісу з питань європейської та євроатлантичної інтеграції Секретаріату Кабінету міністрів. У грудні 2017 року призначена директором Урядового офісу координації європейської та євроатлантичної інтеграції Секретаріату Кабінету міністрів. З січня по червень 2020 — радниця в юридичній фірмі «Ілляшев та партнери».
2019 року на парламентських виборах балотувалася за списками партії «Українська стратегія Гройсмана» під № 25, до парламенту не пройшла.
4 червня 2020 року ВРУ проголосувала за призначення Стефанішиної віцепрем'єр-міністром з питань європейської та євроатлантичної інтеграції України. Член РНБО з 17 серпня 2020 до 19 липня 2025 року. Має 5-й ранг державного службовця.
3 вересня 2024 року Стефанішина подала заяву про відставку з посади віцепрем'єр-міністра України з питань європейської та євроатлантичної інтеграції України. 4 вересня 2024 року Верховна рада України підтримала її звільнення.
5 вересня 2024 року Верховна рада 253 голосами призначила Стефанішину Віцепрем'єр-міністеркою із Євроінтеграції — Міністеркою юстиції.
На початку липня 2025 Міністерство юстиції опублікувало відео на своїй сторінці у TikTok, у якому співробітники відомства демонстрували заставки своїх мобільних телефонів — на всіх заставках була світлина Ольги Стефанішиної. Відео викликало хвилю критики та було видалене зі сторінки міністерства.
17 липня 2025 року призначена уповноваженим Президента України з питань розвитку співробітництва зі США.

## Розслідування

### «Справа Лукаш»
У жовтні 2019 року Стефанішиній було висунуте звинувачення у розкраданні або розтраті державних коштів в особливо великих розмірах групою осіб (ч. 5 ст. 191 ККУ). Причиною було те, що під час роботи у міністерстві юстиції за міністерки Олени Лукаш Стефанішина займалася тендером на проведення досліджень українського законодавства, Міністерство юстиції України заплатило тоді 2,5 млн грн, одна сторінка аналізу коштувала від 1,4 тисячі до 4,5 тис. грн.
26 вересня 2023 року ВАКС провів перше підготовче судове засідання у справі.

### Журналістські розслідування
4 червня 2025 року Українська Правда опублікувала розслідування про те, що арештовані Агентством з розшуку та менеджменту активів (АРМА) активи, зокрема Будинок профспілок України, переходять під контроль людей, пов'язаних з віцепрем'єркою Стефанішиною.
27 червня 2025 року Hromadske з'ясувало, що мати Стефанішиної купила квартиру в елітному ЖК «Львівська площа» в центрі Києва площею 100 м² майже вчетверо дешевше за ринкову ціну, заплативши 3 млн грн замість 12 млн грн, що була мінімальною ціною за подібну квартиру на час купівлі.
За кілька годин після того, як журналіст Максим Коцюбинський зафіксував, що Стефанішина користується даною квартирою, якої немає в її декларації, його на кілька годин незаконно затримала поліція, намагаючись отримати доступ до його телефону.

### Власність
Має три квартири в Одесі та одну в Києві.

## Нагороди
- Орден «За заслуги» II ст. (20 липня 2025) — за вагомий особистий внесок у розвиток міждержавного співробітництва, консолідацію міжнародної підтримки суверенітету та територіальної цілісності України, плідну дипломатичну діяльність та високий професіоналізм[23].
- Орден «За заслуги» III ст. (21 грудня 2023) — за вагомий особистий внесок у розвиток міждержавного співробітництва, плідну дипломатичну діяльність та високий професіоналізм[24]
- Офіцерський хрест Ордену Великого князя Литовського Гедиміна (6 липня 2023, Литва) — за зусилля щодо досягнення членства України в Європейському Союзі та НАТО[25][26]
- Liberal Award by European Liberal Forum[27]
- Women, Peace and Security Award by NATO Parliamentary Assembly[28]
- Орден святої рівноапостольної княгині Ольги, нагорода ПЦУ[29]

## Родина
- Мати — Кравець Надія Федорівна (1952 р. н.).
- Колишній чоловік — Михайло Васильович Стефанішин, юрист та чиновник. Розлучилася у 2017 році[30], з ним має доньку Анастасію[31] та сина Данила[32].